# Nagyhajmás, Baranya
Nagyhajmás este un sat în districtul Hegyhát, județul Baranya, Ungaria, având o populație de 376 de locuitori (2011). 

## Demografie
Componența etnică a satului Nagyhajmás
     Maghiari (79,76%)
     Romi (13,17%)
     Germani (7,07%)
Componența confesională a satului Nagyhajmás
     Romano-catolici (37,77%)
     Fără religie (24,2%)
     Luterani (10,11%)
     Reformați (2,66%)
     Necunoscută (25,27%)
Conform recensământului din 2011, satul Nagyhajmás avea 376 de locuitori. Din punct de vedere etnic, majoritatea locuitorilor (79,76%) erau maghiari, existând și minorități de romi (13,17%) și germani (7,07%). Nu există o religie majoritară, locuitorii fiind romano-catolici (37,77%), persoane fără religie (24,2%), luterani (10,11%) și reformați (2,66%). Pentru 25,27% din locuitori nu este cunoscută apartenența confesională.